# 中川郡 (中國)
中川郡，南北朝时期设置的行政区。
北魏魏献文帝的时候已经设置中川郡。东魏天平初年置中川郡，属洛州。治所在堙阳县（今河南伊川县东南，一说河南登封市西南颍阳西）。辖境相当今河南省登封市西南及伊川县东部。下辖堙阳县、颍阳县。北齐沿置，北周末年废除中川郡。